# الرياض (بني سويف)
قرية الرياض هي إحدى القرى التابعة لمركز ناصر في محافظة بني سويف في جمهورية مصر العربية. حسب إحصاءات سنة 2006، بلغ إجمالي السكان في الرياض 12837 نسمة، منهم 6733 رجل و6104 امرأة.